# Кривая забывания

Графическое представление кривой забывания

Крива́я забыва́ния или крива́я Эббинга́уза была получена вследствие экспериментального изучения памяти немецким психологом Германом Эббингаузом в 1885 году.
Эббингауз был увлечён идеей изучения «чистой» памяти — запоминания, на которое не влияют процессы мышления. Для этого им был предложен метод заучивания бессмысленных слогов, состоящих из двух согласных и гласной между ними, не вызывающими никаких смысловых ассоциаций (например, бов, гис, лоч и т. п.).
В 1885 году Эббингауз опубликовал работу "Über das Gedächtnis", которая содержала результаты исследования его гипотезы на самом себе. Эббингауз запоминал бессмысленные слоги, и затем через определённые промежутки времени проверял себя, записывая результаты. Эти результаты он нанёс на график, получив тем самым "кривую забывания". В ходе опытов было установлено, что после первого безошибочного повторения серии таких слогов забывание идёт вначале очень быстро. Уже в течение первого часа забывается до 60 % всей полученной информации, через 10 часов после заучивания в памяти остаётся 35 % от изученного. Далее процесс забывания идёт медленно, и через 6 дней в памяти остаётся около 20 % от общего числа первоначально выученных слогов, столько же остаётся в памяти и через месяц.
Работа Эббингауза также включала формулу, аппроксимирующую полученную им "кривую забывания":
{\displaystyle b={\frac {100k}{(\log(t))^{c}+k}}},
где b - процент "сохранённой" в памяти информации, t - время в минутах, считая с одной минуты до окончания обучения, c и k - константы (для самого Эббингауза они были равны 1,25 и 1,84 соответственно).
Выводы, которые можно сделать на основании данной кривой в том, что для эффективного запоминания необходимо повторение заученного материала.
Психологи советуют делать несколько повторений.
Режим рационального повторения:
Если есть два дня
первое повторение — сразу по окончании чтения;
второе повторение — через 20 минут после первого повторения;
третье повторение — через 8 часов после второго;
четвёртое повторение — через 24 часа после третьего.
Если нужно помнить очень долго
первое повторение — сразу по окончании чтения;
второе повторение — через 20—30 минут после первого повторения;
третье повторение — через 1 день после второго;
четвёртое повторение — через 2—3 недели после третьего;
пятое повторение — через 2—3 месяца после четвёртого повторения.
Для закрепления информации в памяти навсегда Б. Салливан и Х. Томпсон предлагают использовать следующий рецепт повторений: первое — через 5 секунд, второе — через 25 секунд, третье — через 2 минуты, далее — через 10 минут, затем через 1 час, через 5 часов, 1 день, 5 дней, 25 дней, 4 месяца, 2 года и т. д.
Осмысленное запоминание в 9 раз быстрее механического заучивания (в своих опытах Эббингауз заучивал текст «Дон Жуана» Байрона и равный по объёму список бессмысленных слогов).
Эббингаузу также принадлежит открытие эффекта края — явления, показывающего, что лучше всего запоминается материал, находящийся в начале и в конце.